# Piyapong Homkhajohn
Piyapong Homkhajohn (tiếng Thái: ปิยพงษ์ หอมขจร, sinh ngày 14 tháng 2 năm 1995), còn được biết với tên đơn giản Pong (tiếng Thái: พงษ์), là một cầu thủ bóng đá người Thái Lan thi đấu ở vị trí tiền đạo cho câu lạc bộ ở Thai League 2 Rayong.

## Bàn thắng quốc tế

### U-19
| #  | Ngày                | Địa điểm                                        | Đối thủ   | Tỉ số | Kết quả | Giải đấu                                  |
| -- | ------------------- | ----------------------------------------------- | --------- | ----- | ------- | ----------------------------------------- |
| 1. | 14 tháng 9 năm 2013 | Sân vận động Delta, Gresik Regency, Indonesia   | Malaysia  | 1–1   | 1–2     | Giải vô địch bóng đá U-19 Đông Nam Á 2013 |
| 2. | 5 tháng 9 năm 2014  | Sân vận động Quốc gia Mỹ Đình, Hà Nội, Việt Nam | Indonesia | 6–2   | 6–2     | Giải vô địch bóng đá U-19 Đông Nam Á 2014 |

## Danh hiệu
Ubon UMT United
- Regional League Division 2
  -  Vô địch (1): 2015